# Осеновец
Осеновец (болг. Осеновец) — село в Болгарии. Находится в Шуменской области, входит в общину Венец. Население составляет 402 человека.

## Политическая ситуация
В местном кметстве Осеновец, в состав которого входит Осеновец, должность кмета (старосты) исполняет Шенол Османов Ахмедов (Движение за права и свободы (ДПС)) по результатам выборов правления кметства.
Кмет (мэр) общины Венец — Нехрибан Османова Ахмедова (ДПС) по результатам выборов в правление общины.